# Nudo de remolque
El nudo de remolque es un nudo doble en bucle que puede ser utilizado para el transporte de personas. Para una persona consciente, cada bucle se coloca alrededor de una pierna y la persona se afirma del pie de la cuerda. Este nudo puede servir como una silla Bosun improvisada. Para una persona inconsciente, uno de los bucles se coloca alrededor de las axilas y el segundo alrededor de las rodillas.
Este nudo posee una elegante simetría y puede ser atado con rapidez cuando se lo domina. A diferencia del nudo as de guía portugués, posee la ventaja de que cada ciclo, está separado de forma fija. Es un nudo complejo, y si no se aprieta el nudo se corre el riesgo de caída. Un nudo "Silla de bombero" es otro tipo de nudo con doble lazo, que es más práctico, no posee la elegancia de un as de guía español, pero es más fácil de atar y posee menos posibilidades de caída.
Dadas estas características es frecuentemente empleado en la formación de personal de rescate en montaña, o rescate urbano, dada su utilidad como elemento de traslado en altura de accidentados ante la carencia de tablas espinales u otras indumentarias de rescatismo. 

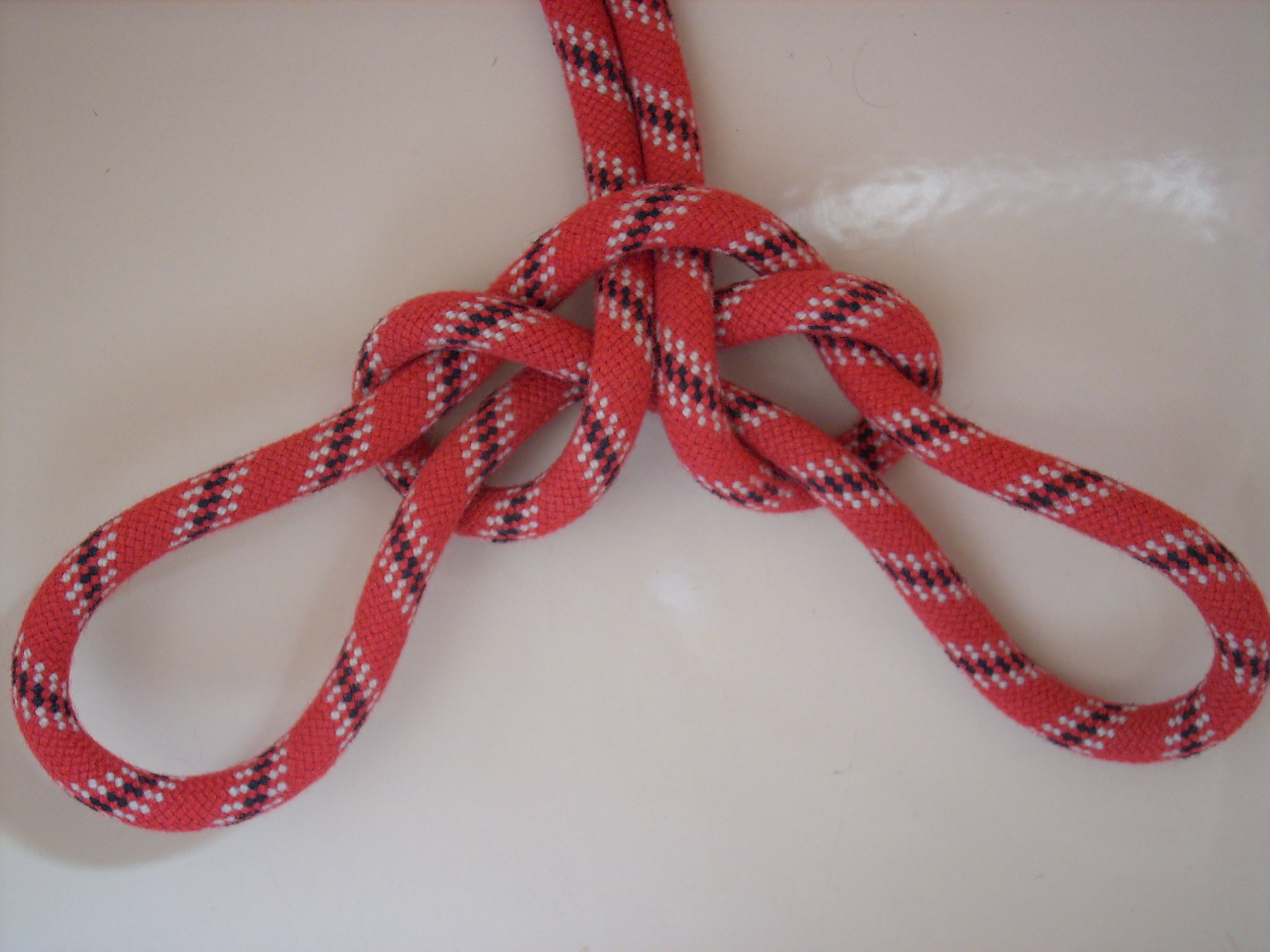
Vista posterior del nudo
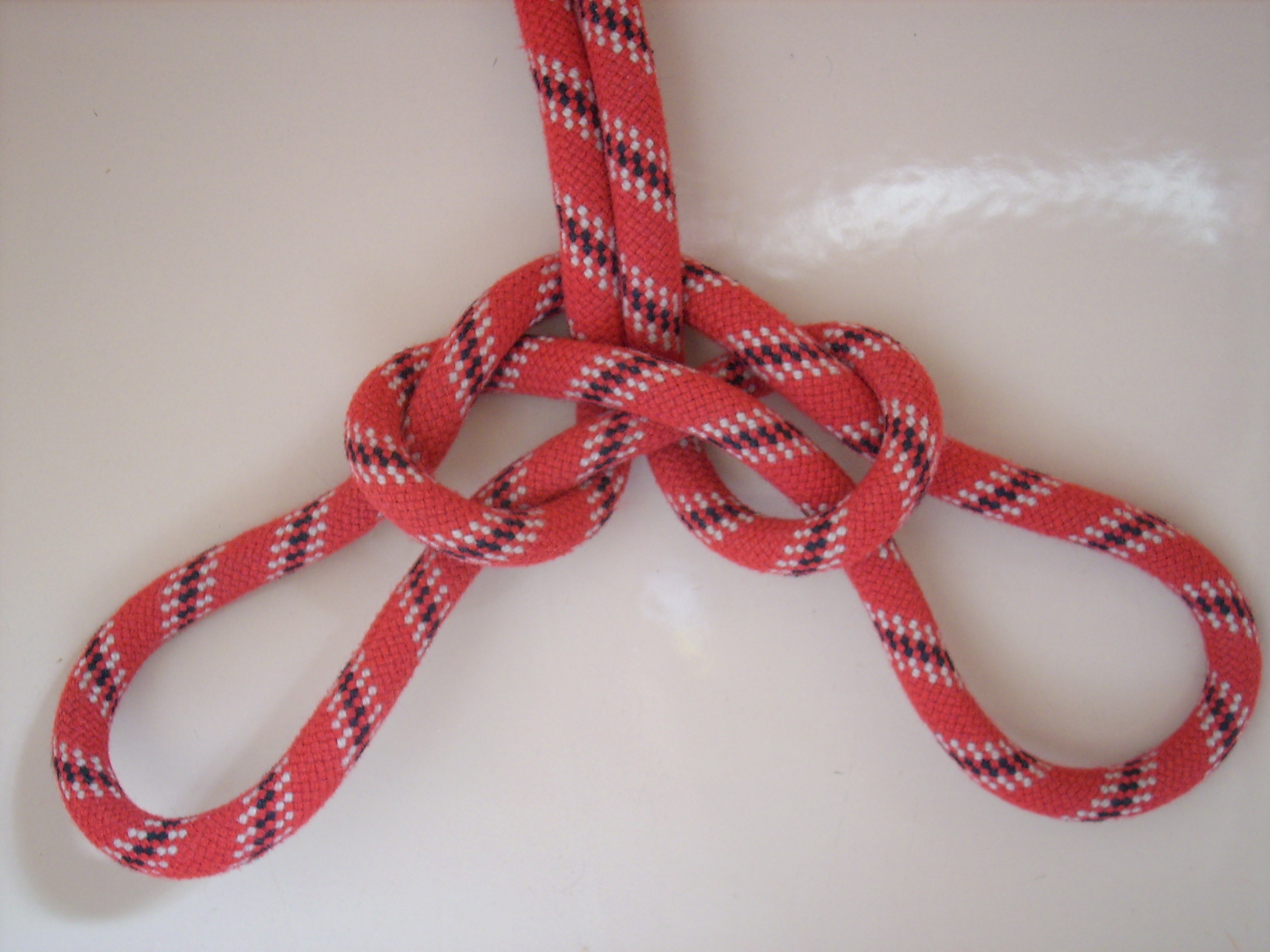
Vista anterior del nudo